# Kristian Talvik
Kristian Talvik, född 11 mars 1943 i Tallinn, är en svensk konstnär.
Talvik är uppvuxen i Funäsdalen och bosatt på Orust. Han målade i första hand i olja under 1960- och 1970-talet och övergick sedan till akvarell vilket sedan 1980-talet har varit hans huvudsakliga teknik. Hans motiv är expressiva naturskildringar och hans tavlor beskrivs som "Speglingar av ljusets olika växlingar vid olika tider på året, sett genom det egna fönstret" enligt Stenungsundsposten.
Kristian Talvik har under många år hållit kurser i akvarell på västkusten och i Härjedalen. 
Han tog sin examen i arkitektur vid Chalmers tekniska högskola 1970 och har även under många år varit verksam som arkitekt vid sidan av konstnärskapet.
Kristian Talvik är son till den estniske konstnären Herman Talvik, gift med textilkonstnären Ing-Marie Talvik och far till sångerskan och artisten Sofia Talvik. 

## Verk
Jurybedömda utställningar
- 1967 Decemberutställning, Konsthallen Göteborg
- 1983 Konstfrämjandet Örebro
- 1987 Konstfrämjandet Örebro
- 1992 Decembersalongen, Konsthallen Göteborg
- 1998 Nordisk Akvarell vandringsutställning
- 2000 Orusts Konstsalong Ellös
- 2007 Akvarellbiennal, Galleri Kim Anstensen, Göteborg
- 2012 Festival Internazionale dell Áquerello, Palazzo Ducale, Genua, Italien
- 2013 Bohussalongen Uddevalla museum

Soloutställningar
- 1982 Kumla Konsthall
- 1990 Edsbyns Museum
- 1992 Finspong, Finspongs  Konstförening
- 1995 Torsby, Heidruns
- 1996 Linköping Galleri Stacken
- 1998  Torsby, Heidruns
- 1998  Tjörn, Galleri LL
- 1998 Göteborg, Galleri Öhrström
- 1999  Falun, Galleri Huset vid ån
- 2000 Tjörn, Galleri LL
- 2001 Tjörn, Galleri LL
- 2002 Västervik, Västerviks Konstförening
- 2007 Tjörn, Galleri LL
- 2009 Tjörn, Galleri LL
- 2010 Göteborg, Galleri Rita
- 2010 Skärhamn, Galleri Glanz
- 2011 Skärhamn, Galleri Glanz
- 2012 Tjörn, Säbygården
- 2013 Tjörn, Säbygården

Kristian Talvik är representerad på
- Jämtlands läns landsting
- Kalmar läns landsting
- Värmlands läns landsting
- Örebro läns landsting
- Kumla kommun
- Linköpings kommun
- Orusts kommun
- Västerviks kommun